# Arabutã

Arabutã este un oraș în Santa Catarina (SC), Brazilia. 